# Горобинець Палляса
Горобинець Палляса, гострокільник Палласа (Oxytropis pallasii) — вид рослин родини бобові (Fabaceae), поширений у Туреччині, Грузії, Вірменії, Криму (Україна), Кавказі (Росія).

## Опис
Багаторічна рослина 10–20 см. Корінь стрижневий. Стебла розпростерті або припідняті, шерстистого запушені. Листя 10–12-парне; листочки гострі, до 20 мм довжиною, з обох сторін біло-волосисті. Суцвіття кулясті; віночок 16–18 мм довжиною, блідо-жовтий. Боби довгасто-лінійні, біло-волосисті, 20–30 × 3–4 мм. Період цвітіння: травень — липень. 

## Поширення
Поширений у Туреччині, Грузії, Вірменії, Криму (Україна), Кавказі (Росія). Наведений також для Молдови.
В Україні вид зростає на кам'янистих сухих схилах гір і пагорбів — у Криму, головним чином на сході.